# Utricularia inaequalis
Utricularia inaequalis este o specie de plante carnivore din genul Utricularia, familia Lentibulariaceae, ordinul Lamiales, descrisă de A. Dc.. Conform Catalogue of Life specia Utricularia inaequalis nu are subspecii cunoscute.